# Impératif hypothétique

Tableau d'Emmanuel Kant

L'impératif hypothétique est un concept de la philosophie morale d'Emmanuel Kant. Il désigne ce que l'individu doit faire en vue d'une fin particulière. Pour réussir tel projet « X » il faut accomplir telles actions « Y », « Z », etc. Il s'agit d'obligations instrumentales, qui sont liées à un but poursuivi. Elles ne sont obligations que dans la mesure où ce but est recherché et n'ont aucune composante morale.
Énoncé pour la première fois en 1785 dans Fondements de la métaphysique des mœurs, il est ensuite repris dans d'autres ouvrages d'éthique de l'auteur. L'impératif hypothétique s'oppose à l'impératif catégorique.

## Concept
Kant distingue d'autre part deux espèces d'impératifs hypothétiques.
- L'impératif problématique représente une action comme nécessaire pour atteindre une des innombrables fins possibles ; quand une fin est possible pour nous, un impératif énonce comment nous pouvons atteindre cette fin. Par exemple : « Pour te rendre à tel endroit, tu dois prendre tel trajet »[2].
- L'impératif assertorique représente une action comme nécessaire pour arriver au bonheur, c'est-à-dire à une fin qu'on peut supposer réelle chez tous les hommes. Ainsi, une proposition indiquant la façon d'être heureux n'est pas un impératif catégorique (c'est-à-dire inconditionné), mais un impératif hypothétique, puisqu'il concerne le choix des moyens en vue de son bonheur et est donc relatif. Il constitue une étape supérieure et s'approche davantage de ce que Kant appelle la moralité, mais sans y parvenir tout à fait. Il reste instrumental, hypothétique, mais envisage toutefois des objectifs communs à l'humanité, et non pas des fins singulières. Nous ne sommes plus ici dans l'arbitraire particulier. Cependant les fins qu'il incite à réaliser ne concernent l'humanité qu'en tant qu'espèce biologique ou animale. Par exemple la santé, le bonheur. Pour Kant (et, d'ailleurs, en y réfléchissant, pour nous) ce n'est pas encore la moralité (il s'agit là de la morale antique). Il n'est pas immoral de fumer ou de boire de l'alcool bien que je sache que cela nuise à la santé.

On obtient donc une tripartition, qui se décline à différents niveaux :
- impératif problématique / impératif assertorique / impératif catégorique
- ordre technique / ordre pragmatique / ordre moral.
- habileté / prudence / morale
- règles / conseils / commandements